# Eugenia winzerlingii
Eugenia winzerlingii är en myrtenväxtart som beskrevs av Paul Carpenter Standley. Eugenia winzerlingii ingår i släktet Eugenia och familjen myrtenväxter.
Artens utbredningsområde är Belize. Inga underarter finns listade i Catalogue of Life.